# قرار مجلس الأمن التابع للأمم المتحدة رقم 1304
قرار مجلس الأمن التابع للأمم المتحدة 1304 ، الذي اتخذ بالإجماع في 16 يونيو 2000 ، بعد التذكير بالقرارات 1234 (1999) ، و 1258 (1999) ، و 1273 (1999) ، و 1279 (1999) ، و 1291 (1999) ، و 1296 (2000) بشأن الحالة في جمهورية الكونغو الديمقراطية، طالب المجلس بالانسحاب الفوري للمعارضة الكونغولية والرواندية والكونغولية والجماعات المسلحة الأخرى من كيسانغاني في جمهورية الكونغو الديمقراطية.
وركز القرار في المقام الأول على القتال في مدينة كيسانغاني في شمال جمهورية الكونغو الديمقراطية، الذي أودى بحياة ما يقرب من 160 شخصا قبل اتخاذ القرار 1304.

## القرار

### الملاحظات
وأعربت عن قلقها إزاء التقارير التي تفيد بالاستغلال غير القانوني للموارد الطبيعية للبلد، وهي تقارير يجري التحقيق فيها من قبل فريق خبراء. وأعرب المجلس أيضا عن قلقه إزاء القتال الدائر في البلد، ولا سيما القتال المتجدد بين أوغندا ورواندا في كيسانغاني وعدم امتثالهما للتزاماتهما بموجب اتفاق لوساكا لوقف إطلاق النار. وأعربت عن أسفها للتأخير في تنفيذ الاتفاق ولعدم تعاون حكومة جمهورية الكونغو الديمقراطية مع جهود الوساطة التي تبذلها. وعلاوة على ذلك، أعرب عن جزعه إزاء الحالة الإنسانية في البلد وأثرها على السكان المدنيين، وإزاء انتهاكات حقوق الإنسان في شرق جمهورية الكونغو الديمقراطية. ولا تزال الحالة في البلد تشكل تهديدا للسلام والأمن في المنطقة.

### الأفعال
وقد دعيت جميع الأطراف، وهي تتصرف بموجب الفصل السابع من ميثاق الأمم المتحدة، إلى وقف الأعمال العدائية واحترام اتفاق وقف إطلاق النار. وأدان القرار القتال بين رواندا وأوغندا والمعارضة الكونغولية وغيرها من الجماعات المسلحة في جمهورية الكونغو الديمقراطية باعتباره انتهاكا جسيما لسيادتها وسلامتها الإقليمية. طالبت أيضا رواندا وأوغندا بالانسحاب على الفور ؛ وأن ترد بالمثل من جانب أطراف أخرى في النزاع ؛ وأن ينتهي النشاط الذي تقوم به القوات الأجنبية على الفور. حظرت جميع الأعمال الهجومية خلال عملية فض الاشتباك وانسحاب القوات، بالإضافة إلى التعاون مع الجماعات المسلحة. ولم يوضع جدول زمني للانسحاب. طلب إلى الأمين العام كوفي عنان أن يبقي قيد الاستعراض الترتيبات المتعلقة بنشر بعثة الأمم المتحدة في جمهورية الكونغو الديمقراطية.
ورحب المجلس بالجهود التي يبذلها الطرفان للدخول في حوار بشأن نزع سلاح أفراد جميع الجماعات المسلحة وتسريحهم وإعادة توطينهم وإعادة إدماجهم. وفي الوقت نفسه، أدان المجلس جميع المذابح التي ارتكبت في جمهورية الكونغو الديمقراطية، ودعا جميع أطراف النزاع إلى احترام القانون الإنساني الدولي وضمان الوصول إلى وكالات المعونة الإنسانية. وأعرب عن رأي مفاده أنه ينبغي لحكومتي رواندا وأوغندا تقديم تعويضات عن الخسائر في الأرواح والأضرار التي لحقت بالممتلكات التي تسببا فيها في كيسانغاني.
واختتم القرار بالتأكيد من جديد على أهمية عقد مؤتمر بشأن السلام والأمن في منطقة البحيرات الكبرى تحت قيادة الأمم المتحدة ومنظمة الوحدة الأفريقية، وأعرب عن اعتزامه النظر في فرض تدابير إذا لم تمتثل الأطراف في جمهورية الكونغو الديمقراطية للقرار الحالي.

## وصلات خارجية
- Text of the Resolution at undocs.org